# Kreis Opladen
Der Kreis Opladen war ein von 1816 bis 1819 bestehender Kreis im zur preußischen Provinz Jülich-Kleve-Berg gehörenden Regierungsbezirk Düsseldorf. Vorher hatte das Kreisgebiet zum Herzogtum bzw. Großherzogtum Berg gehört. Die Kreisstadt war Opladen. Das Kreisgebiet erstreckte sich im Wesentlichen über das Gebiet der heutigen Städte Burscheid, Langenfeld (Rheinland), Leichlingen, Leverkusen und Monheim am Rhein.
Der Kreis setzte sich anfänglich aus den sechs in der Franzosenzeit gegründeten Bürgermeistereien Burscheid, Monheim, Opladen, Richrath, Schlebusch und Witzhelden zusammen. Leichlingen schied am 19. Dezember 1818 aus der Bürgermeisterei Opladen aus und wurde zu einer eigenen Bürgermeisterei erhoben. 1818/19 wurde außerdem die Bürgermeisterei Witzhelden aufgelöst. (Bergisch-)Neukirchen wechselte in die Bürgermeisterei Opladen und Witzhelden in die Bürgermeisterei Burscheid. Daneben wechselten die Gemeinde Steinbüchel aus der Bürgermeisterei Burscheid in die Bürgermeisterei Schlebusch sowie die Gemeinde Wiesdorf aus der Bürgermeisterei Schlebusch in die Bürgermeisterei Opladen.
Zu den einzelnen Bürgermeistereien gehörten danach unter anderem die folgenden Ortschaften:
| Bürgermeisterei | größere Ortschaften                                                     |
| --------------- | ----------------------------------------------------------------------- |
| Burscheid       | Burscheid, Hilgen, Witzhelden                                           |
| Leichlingen     | Leichlingen, Oberbüscherhof                                             |
| Monheim         | Baumberg, Hitdorf, Monheim am Rhein, Rheindorf                          |
| Opladen         | Bürrig, Opladen, Neukirchen, Wiesdorf                                   |
| Richrath        | Berghausen, Immigrath, Richrath, Reusrath, Wiescheid                    |
| Schlebusch      | Küppersteg, Lützenkirchen, Manfort, Quettingen, Schlebusch, Steinbüchel |

Am 1. Mai 1816 wurde Georg Franz von Hauer zum kommissarischen Landrat des Kreises ernannt und am 16. Januar 1817 definitiv zum Landrat bestellt. Am 30. April 1819 wurde der Kreis aufgelöst und sein Gebiet in den Kreis Solingen eingegliedert. 1914 wechselte der Sitz des Kreises Solingen nach Opladen, nachdem die Stadt Solingen kreisfrei geworden war. Auch nach dem Zusammenschluss mit dem Kreis Lennep 1929 und der Umbenennung in Rhein-Wupper-Kreis 1931 blieb Opladen bis 1974 Kreisstadt.
Im Jahre 1816 hatte der Kreis Opladen 22.670 Einwohner.